# This Is Who I Am
This Is Who I Am – debiutancki, solowy album studyjny piosenkarki rosyjskiej Leny Katiny, wydany 18 listopada 2014 roku. Był nagrywany w Stanach Zjednoczonych. Został wyprodukowany w formie digipaku. Zawiera CD i 28-stronicową książeczkę. Jest utrzymany w stylistyce rocka, pop-rocka, muzyki elektronicznej, popu i soft rocka. Katina jest również współautorką tekstów piosenek na albumie.

## Tło wydarzeń
18 listopada 2014 roku płyta ukazała się nakładem Katina Music Inc.. Piosenkarka zaczęła nagrywanie albumu w kwietniu 2009 roku w studiu w Los Angeles po rozpadzie grupy t.A.T.u. Po powrocie ze Stanów Zjednoczonych, w czasie przed produkcyjnym albumu, Katina przeszła operację oka w Moskwie. 

## Promocja
Pierwszy singiel „Never Forget” zapowiadający album ukazał się 4 sierpnia 2011 roku. Drugi  – „Lift Me Up” opublikowano 24 września 2013 roku, zaś trzeci  – „Who I Am” 4 października 2014 roku. Czwarty i ostatni singiel z płyty, „As Invitation”  został wydany w dniu premiery albumu. 

## Notowania
Pierwszy z singli albumu, zatytułowany „Never Forget”, dotarł na pierwsze miejsce amerykańskiej listy przebojów „Billboard'u”, Hot Dance Club Play.

## Lista utworów
Opracowano na podstawie materiału źródłowego.

### Wersja podstawowa (międzynarodowa)
| Nr  | Tytuł utworu                | Tekst                                                     | Produkcja                      | Długość |
| --- | --------------------------- | --------------------------------------------------------- | ------------------------------ | ------- |
| 1.  | „All Around The World”      | Lena Katina, Jasmine Ash, Justin Gray                     | Gray                           | 3:29    |
| 2.  | „Who I Am”                  | Katina, Erik Lewander, Iggy Strange Dahl                  | Levander, Sven Martin          | 3:18    |
| 3.  | „Walking In The Sun”        | Katina, Maria Abraham, Jorg Kohring, Martin               | Mike Boden                     | 4:11    |
| 4.  | „The Beast (Inside of You)” | Katina, Martin, Boris Renski, Domen Vajevec, Steve Wilson | Martin, Renski, Vajevec        | 4:05    |
| 5.  | „Something I Said”          | Katina, Steven Lee, Martin, Sammy Naja, Drew Ryan Scott   | Lee, Martin, Naja, Scott       | 3:45    |
| 6.  | „Liff Me Up”                | Katina, Ash, Jacques Brautbar                             | Brautbar                       | 3:22    |
| 7.  | „Fed Up”                    | Katina, Troy MacCubbin, Martin, Renski, Vajevec, Wilson   | Martin, Vajevec, Renski        | 3:16    |
| 8.  | „An Invitation”             | Katina, Abraham, Kohring, Martin                          | Martin                         | 3:53    |
| 9.  | „Just A Day”                | Katina, Lene Dissing, MacCubbin, Martin, Renski, Wilson   | Martin, Renski, Vajevec        | 4:41    |
| 10. | „Wish On A Star”            | Katina, Martin, VASSY                                     | Martin                         | 4:16    |
| 11. | „Waiting”                   | Katina, Sash Kuzma, Martin, Vajevec                       | Katina, Kuzma, Martin, Vajevec | 3:32    |
| 12. | „Never Forget”              | Katina, Hayden Bell, Sarah Lundbank                       | Lindbom, Martin                | 3:34    |
| 13. | „Lost In This Dance”        | Katina, Martin, Renski, Vajevec, Wilson                   | Martin, Vajevec, Renski        | 5:34    |
|     |                             |                                                           |                                | 50:56   |